# Insolencia
Insolencia es el décimo álbum que publicó la banda de rock Barricada en 1996.

## Lista de canciones
1. Insolencia - 4:13
2. Enemigo - 3:57
3. Silencio - 3:57
4. Rejas - 3:01
5. Pólvora - 4:36
6. Invierno - 4:03
7. Héroes - 3:14
8. Nada - 3:50
9. Veneno - 3:25
10. Basura - 4:40
11. Pocos - 4:24
12. Tiempos - 5:00